# 偏翅龙胆
偏翅龙胆（学名：Gentiana pudica）是龙胆科龙胆属的植物，为中国的特有植物。分布于中国大陆的四川、青海、甘肃等地，生长于海拔2,230米至5,000米的地区，一般生长在山坡草地、高山草甸以及河滩，目前尚未由人工引种栽培。